# Anachalcis
Anachalcis is een geslacht van vliesvleugeligen uit de familie bronswespen (Chalcididae). De wetenschappelijke naam van dit geslacht is voor het eerst geldig gepubliceerd in 1951 door Steffan.

## Soorten
Het geslacht Anachalcis omvat de volgende soorten:
- Anachalcis major Boucek, 1952
- Anachalcis rubra Steffan, 1951